# Luvsanlkhündegiin Otgonbayar
Luvsanlkhündegiin Otgonbayar (in mongolo: Лувсанлхүндэгийн Отгонбаяр; Ômnôgov', 13 luglio 1982) è un'ex maratoneta e mezzofondista mongola.

## Biografia
Figlia di un pastore di pecore e cammelli, Otgonbayar ha preso parte ai Giochi olimpici di Atene 2004 partecipando alla maratona, arrivando ultima a mezz'ora di distanza dalla penultima atleta e correndo quasi una competizione in solitaria ma fino alla fine. Non riuscendo a centrare il tempo minimo richiesto per i Giochi olimpici di Pechino 2008, è tornata a correre alle Olimpiadi in occasione di Londra 2012 e, quattro anni più tardi, a Rio de Janeiro 2016. Ha inoltre preso parte ad alcune manifestazioni di rilievo continentale e mondiale.

## Palmarès
| Anno | Manifestazione             | Sede           | Evento         | Risultato | Prestazione | Note                                     |
| ---- | -------------------------- | -------------- | -------------- | --------- | ----------- | ---------------------------------------- |
| 1998 | Mondiali juniores          | Annecy         | 3000 m piani   | dns       | dns         |                                          |
| 1998 | Mondiali juniores          | Annecy         | 5000 m piani   | Batteria  | 19'24"41    |                                          |
| 2004 | Giochi olimpici            | Atene          | Maratona       | 66ª       | 3h48'42"    |                                          |
| 2006 | Giochi asiatici            | Doha           | Maratona       | 8ª        | 2h59'55"    |                                          |
| 2007 | Mondiali                   | Osaka          | Maratona       | 52ª       | 3h04'59"    | Miglior prestazione personale stagionale |
| 2009 | Giochi dell'Asia orientale | Hong Kong      | Mezza maratona | 6ª        | 1h19'40"    |                                          |
| 2009 | Mondiali                   | Berlino        | Maratona       | dnf       | dnf         |                                          |
| 2010 | Giochi asiatici            | Canton         | 5000 m piani   | 12ª       | 17'00"32    | Record nazionale                         |
| 2010 | Giochi asiatici            | Canton         | 10000 m piani  | 11ª       | 36'11"85    |                                          |
| 2011 | Mondiali                   | Taegu          | Maratona       | 37ª       | 2h45'58"    |                                          |
| 2012 | Giochi olimpici            | Londra         | Maratona       | 98ª       | 2h52'15"    |                                          |
| 2013 | Mondiali                   | Mosca          | Maratona       | dnf       | dnf         |                                          |
| 2013 | Giochi dell'Asia orientale | Tientsin       | 5000 m piani   | 5ª        | 16'50"45    |                                          |
| 2013 | Giochi dell'Asia orientale | Tientsin       | 10000 m piani  | 4ª        | 34'47"07    |                                          |
| 2015 | Mondiali                   | Pechino        | Maratona       | dnf       | dnf         |                                          |
| 2016 | Giochi olimpici            | Rio de Janeiro | Maratona       | 85ª       | 2h45'55"    |                                          |

## Altre competizioni internazionali
2008
- 6ª alla Maratona di Pechino ( Pechino) - 2h47'12"

2011
- 8ª alla Maratona di Praga ( Praga) - 2h39'50"

2013
- 6ª alla Maratona di Zhengzhou ( Zhengzhou) - 2h40'10"

2015
- 11ª alla Maratona di Amburgo ( Amburgo) - 2h38'51"

2016
- Argento alla Maratona di Ulan Bator ( Ulan Bator) - 2h45'49"
- 5ª alla Maratona di Zhengzhou ( Zhengzhou) - 2h35'50"
- 9ª alla Maratona di Xiamen ( Xiamen) - 2h42'49"